# Космическое оружие
Космическое оружие — системы вооружения и вспомогательные космические средства различного рода, принципа действия и назначения, разрабатываемые с целью размещения и применения в космическом пространстве на орбитах планет или их спутников, в военных целях.

## Предпосылки
Понятие космического оружия появилось в середине XX века в связи с начавшимся освоением космоса, став закономерным следствием военно-технического прогресса. Страны, осуществлявшие первые пуски космических ракет, осознали значительное преимущество размещения оружия в космосе и в условиях холодной войны приступили к осуществлению ряда военных программ в области космических вооружений. В ходе усиливающегося военно-политического противостояния между США и СССР и, как следствие, в условиях сверхфинансирования вооружённых сил, возникло представление об осуществимости ряда проектов и программ милитаризации космоса — к таким, в первую очередь, относятся:
- разрабатывавшаяся в США программа «СОИ» (известная также как «звёздные войны»), а также современная противоракетная оборона США,
- современная российская программа воздушно-космической обороны.

## Основные характеристики
Предлагаемые к созданию и реально разрабатываемые космические вооружения обладают массой существенных свойств и особенностей, главными из которых являются большой радиус действия и скорость поражения. В условия современной Земли размещение вооружений в космосе позволяет взять под тотальный контроль значительные участки территории Земли, что позволяет предсказать дальнейшее развитие технологий космического оружия и стремление развитых стран к милитаризации космоса.

## Области применения
Активное использование космического оружия:
- Поражение ракет противника на траектории подлёта к цели (противоракетная оборона)[2];
- Подавление радиосвязи на обширных территориях («радиоглушение» и электромагнитные импульсы);
- Вывод из строя радиоэлектронного оборудования противника;
- Уничтожение боевых и небоевых космических судов и орбитальных баз и спутников противника;
- Бомбардировка территории противника из космоса (превентивные удары ядерными, высокоточными неядерными бомбами с лазерным и радионаведением, лучевым (в том числе лазерным) или иным оружием);
- Поражение удалённых целей в космическом пространстве (лучевое и ракетное поражение удалённых станций и др.);
- Уничтожение астероидов и других опасных для населённых планет (например Земли) и обитаемых космических станций объектов.

Пассивное использование:
- Слежение за территорией противника (спутниковая фотосъёмка, радиоперехваты, обнаружение стартов ракет или кораблей и слежение за ними)[3];
- Обеспечение связи, координация передвижения войск, спецподразделений, надводных кораблей и подводных лодок;
- Освещение территорий;
- Обнаружение космических судов противника.

В настоящее время на Земле при рассмотрении возможностей пассивного использования космических вооружений обнаруживается[кем?] значительный ресурс их развития. Так, например, размещение на Луне станций слежения за пусками ракет оказывается весьма выгодным во временно́м и военном аспектах, поскольку жизнестойкость лунных баз может быть весьма большой при их практической неуязвимости, в отличие от спутниковых систем. С другой стороны, развитие нанотехнологий и их дальнейший прогресс позволяет ожидать создания спутников слежения чрезвычайно малых размеров (сравнимых по размерам с так называемым космическим мусором), располагающих широким спектром технических возможностей и практически неуязвимых.
Задачи отдалённого будущего:
- Спецоперации в глубоком космосе;
- Захват, удержание и контроль различных областей космического пространства или отдельных планет и звёздных систем, в том числе охрана важных объектов.

## Основные виды космического оружия и их возможности использования
- Ракеты с ядерными и термоядерными боеголовками, орбитальные (базируемые на околоземной орбите) или суборбитальное (выводимые на высокую траекторию с дальнейшей доставкой к точке поражения на Земле).
- Орбитальные ядерные заряды и бомбардировка поверхности Земли;
- Лучевое оружие — оружие направленного действия:
  - Лазерное — химические (фтороводородные и др.), эксимерные и лазеры на свободных электронах или рентгеновские лазеры для поражения спутников связи и ракет на траектории подлёта к цели или старта;
  - Пучковое (или пучково-лучевое) — пучково-лучевые пушки, выпускающие лучеобразные пучки частиц высоких энергий (высокоэнергичных протонов, электронов, ионов) для поражения различных наземных и космических целей;
- Электронное оружие:
  - электромагнитное оружие — импульсные генераторы радиоволн и излучаемые ими импульсы большой мощности для нарушения радиосвязи и вывода из строя электронных устройств противника;
  - Ядерные заряды для вывода из строя радиоэлектронного оборудования;
  - Магнитокумулятивные импульсные заряды;
  - Импульсные заряды со сжатием плазмы йодистого цезия;
- Тактическое оружие:
  - «Ядерная шрапнель»;
  - Шрапнель — выброс шариков и других частиц для зачистки орбиты от спутников, станций, пролёта ракет.
- Вспомогательные вооружения:
  - Зеркала большой площади для освещения территорий;
  - Навигационные спутники, спутники связи, спутники-генераторы радиопомех;
  - Активные спутники с переменной орбитой (комплекс задач на уничтожение спутников противника).

### Возможное космическое оружие будущего
Реально возможное космическое оружие будущего по способу воздействия на противника практически подразделяется на следующие категории:
- Фугасное, поражающее противника поражающими факторами взрыва боевого заряда боевой части взрывного снаряда (скорее всего, как правило, ядерного, термоядерного, аннигиляционного или иного высокомощного взрывного устройства). Возможные подвиды такого оружия:
  - Торпеды — скоростные управляемые ракеты или снаряды с иным собственным двигателем (например, гравитационным).
  - Различные противокорабельные мины — дрейфующие самонаводящиеся торпеды, атакующие космические суда, оказавшиеся в пределах радиуса действия систем самонаведения таких торпед.
- Энергетическое оружие
  - Лучевое оружие — оружие, воздействующее на противника лучеобразным направленным непрерывным или квазинепрерывным потоком: фотонов (боевые лазеры: эксимерные и лазеры на свободных электронах или рентгеновские), различных высокоэнергичных частиц (протонов, электронов, ионов, нейтронов или иных высокоэнергичных частиц), гравитационные лучи и т. д.
  - Пучковое оружие, воздействующее на противника выстреливаемыми сгусткам высокоэнергичных частиц (протонов, электронов, ионов, нейтронов или иных высокоэнергичных частиц). Такое оружие может быть сделано скорострельным и способным вести беглый огонь.[источник не указан 3918 дней]
- Кинетическое (масс-драйвер) — любое оружие (например рельсотрон), использующее в качестве поражающего элемента снаряды-болванки, разгоняемые до очень больших скоростей (не менее 100 км/с).

Названные виды космического оружия будущего могут применяться как космическими судами против космических судов и станций и объектов на планетах противника, так и космическими станциями и оборонительными объектами на планетах против космических судов противника.

## Программы и проекты милитаризации космоса
- Стратегическая оборонная инициатива
- Боевые космические станции

### Системы ПРО как «ползучая» экспансия милитаризации космоса
см. ПРО